# Facundo Ardiles
Facundo Nicolás Ardiles (Buenos Aires, 22 settembre 1998) è un calciatore argentino, difensore dell'Alvarado in prestito dal Godoy Cruz.

## Caratteristiche tecniche
È un terzino destro.

## Carriera
È cresciuto nel Camioneros con cui ha debuttato nel Torneo Federal A nella stagione 2018-2019. IL 28 agosto 2020 è stato acquistato dall'All Boys dove ha trascorso due stagioni in Primera B Nacional giocando 16 incontri. Nel 2022 è passato al Los Andes in Primera B Metropolitana e l'anno seguente è tornato in seconda divisione firmando in il Dep. Madryn.
Il 4 luglio 2024 è passato a titolo definitivo al Godoy Cruz, ed il 29 luglio ha debuttato in Primera División nella partita persa 1-0 contro il Belgrano.

## Statistiche

### Presenze e reti nei club
Statistiche aggiornate al 24 febbraio 2025.
| Stagione                    | Squadra                     | Campionato                  | Campionato | Campionato | Coppe nazionali | Coppe nazionali | Coppe nazionali | Coppe continentali | Coppe continentali | Coppe continentali | Altre coppe | Altre coppe | Altre coppe | Totale | Totale | Totale |
| Stagione                    | Squadra                     | Comp                        | Pres       | Reti       | Comp            | Pres            | Reti            | Comp               | Pres               | Reti               | Comp        | Pres        | Reti        | Pres   | Reti   |        |
| --------------------------- | --------------------------- | --------------------------- | ---------- | ---------- | --------------- | --------------- | --------------- | ------------------ | ------------------ | ------------------ | ----------- | ----------- | ----------- | ------ | ------ | ------ |
| 2018-2019                   | Camioneros                  | TFA                         | 2          | 0          | CA              | 2               | 0               | -                  | -                  | -                  | -           | -           | -           | 4      | 0      |        |
| 2019-2020                   | Camioneros                  | TFA                         | 16         | 0          | CA              | 0               | 0               | -                  | -                  | -                  | -           | -           | -           | 16     | 0      |        |
| Totale Deportivo Camioneros | Totale Deportivo Camioneros | Totale Deportivo Camioneros | 18         | 0          |                 | 2               | 0               |                    | -                  | -                  |             | -           | -           | 20     | 0      |        |
| 2020-2021                   | All Boys                    | PBN                         | 6          | 0          | -               | -               | -               | -                  | -                  | -                  | -           | -           | -           | 6      | 0      |        |
| 2021                        | All Boys                    | PBN                         | 10         | 0          | CA              | 0               | 0               | -                  | -                  | -                  | -           | -           | -           | 10     | 0      |        |
| Totale All Boys             | Totale All Boys             | Totale All Boys             | 16         | 0          |                 | 0               | 0               |                    | -                  | -                  |             | -           | -           | 16     | 0      |        |
| 2022                        | Los Andes                   | PBM                         | 31         | 2          | CA              | 0               | 0               | -                  | -                  | -                  | -           | -           | -           | 31     | 2      |        |
| 2023                        | Dep. Madryn                 | PBN                         | 31         | 0          | CA              | 0               | 0               | -                  | -                  | -                  | -           | -           | -           | 31     | 0      |        |
| 2024                        | Dep. Madryn                 | PBN                         | 18         | 0          | CA              | 0               | 0               | -                  | -                  | -                  | -           | -           | -           | 18     | 0      |        |
| Totale Deportivo Madryn     | Totale Deportivo Madryn     | Totale Deportivo Madryn     | 49         | 0          |                 | 0               | 0               |                    | -                  | -                  |             | -           | -           | 49     | 0      |        |
| 2024                        | Godoy Cruz                  | PD                          | 10         | 0          | CA+CdL          | 1               | 0               | -                  | -                  | -                  | -           | -           | -           | 11     | 0      |        |
| 2025                        | Godoy Cruz                  | PD                          | 1          | 0          | CA              | 0               | 0               | -                  | -                  | -                  | -           | -           | -           | 1      | 0      |        |
| Totale carriera             | Totale carriera             | Totale carriera             | 125        | 2          |                 | 3               | 0               |                    | -                  | -                  |             | -           | -           | 128    | 2      |        |